# حمام لمراسک
حمام لمراسک مربوط به دوره قاجار - دوره پهلوی است و در شهرستان گلوگاه، بخش کلباد، دهستان کلباد شرقی، روستای لمراسک واقع شده و این اثر در تاریخ ۲۸ اسفند ۱۳۸۵ با شمارهٔ ثبت ۱۸۶۹۳ به‌عنوان یکی از آثار ملی ایران به ثبت رسیده است.